# Lambertia inermis
Lambertia inermis es una especie de arbusto perteneciente a la familia Proteaceae, originaria de Australia Occidental.

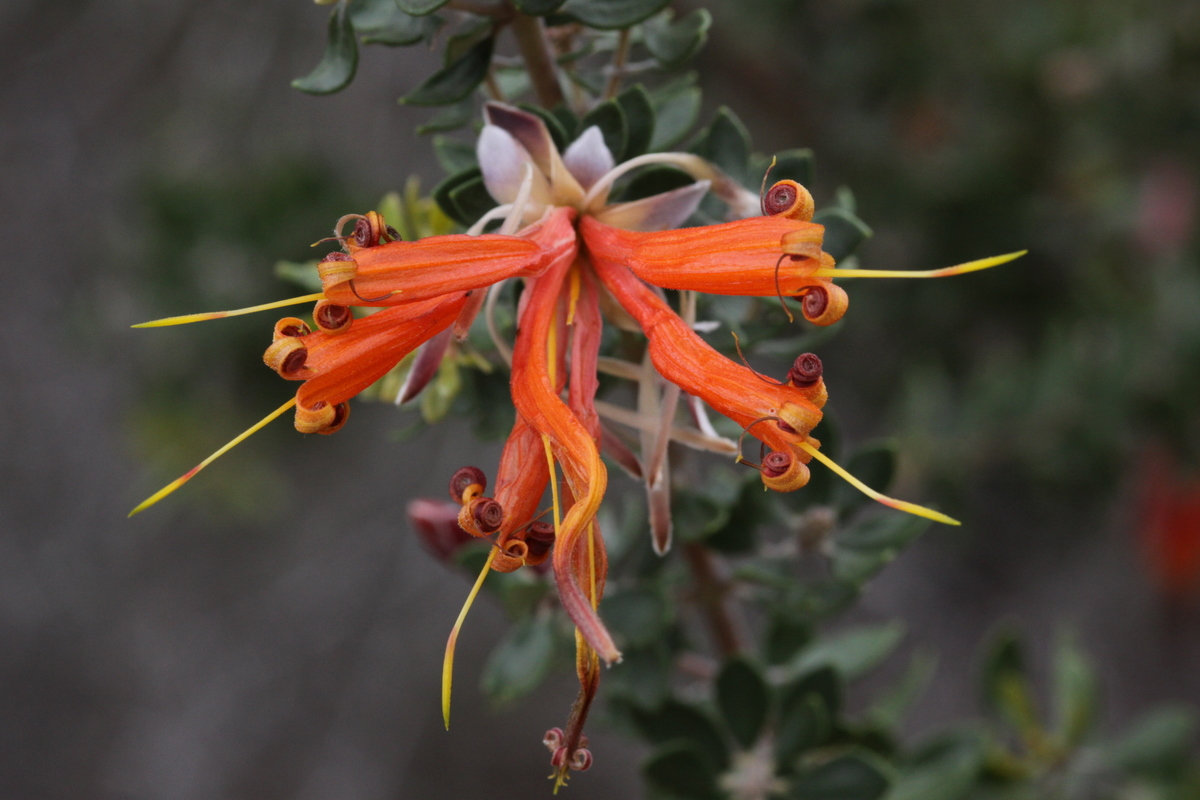
Lambertia inermis var. inermis at Yarrabee Reserve, Western Australia

## Descripción
Alcanza un tamaño de 6 metros de altura y tiene flores desde la primavera hasta el invierno.

## Distribución y hábitat
Crece cerca de la costa de Western Australia desde el oeste de Albany hasta Esperance, extendiéndose entre 50 y 200 km en el interior. Crece en una variedad de suelos desde arena a grava.

## Taxonomía
Lambertia inermis fue descrita por Robert Brown y publicado en Trans. Linn. Soc. London 10: 188 1810.
Etimología
El género fue nombrado en 1798 por Sir James Edward Smith en honor del botánico inglés, Aylmer Bourke Lambert.
Subespecies
- Lambertia inermis var. drummondii (Fielding & Gardner) Hnatiuk - con flores amarillas
- Lambertia inermis R.Br. var. inermis - con flores rojas-naranjas